# ستارا وودا (ناحیه هرادتس کرالووه)
ستارا وودا (ناحیه هرادتس کرالووه) (به چکی: Stará Voda) یک منطقهٔ مسکونی در جمهوری چک است که در ناحیه هرادتس کرالووه واقع شده‌است.